# Ferdinand Pecora
Ferdinand J. Pecora (Nicosia, 6 gennaio 1882 – New York, 7 dicembre 1971) è stato un avvocato e magistrato italiano naturalizzato statunitense, diventato famoso negli anni '30 del XX secolo per il suo ruolo di capo consigliere della commissione del senato degli Stati Uniti durante le investigazioni sulle attività bancarie di Wall Street e sulle pratiche di brokeraggio.

## Biografia
Ferdinand Pecora è nato a Nicosia in Sicilia. Nel 1886 emigrò con i suoi genitori Luigi Pecora e Rosa Messina negli Stati Uniti. Crebbe a Manhattan e già da ragazzo Pecora dovette lasciare la scuola per sopperire alla mancanza di denaro, poiché il padre si era ferito al lavoro. Dopo aver fatto l'impiegato in uno studio legale a Wall Street, Pecora frequentò la "New York Law School". Nel 1916 divenne membro del Partito Democratico americano e dell'organizzazione (collegata al precedente partito) "Tammany Hall". Nel 1918 divenne assistente del procuratore distrettuale di New York. Nei dodici anni seguenti si procurò la fama di onesto e talentuoso magistrato.
Nel 1922, Pecora fu nominato capo assistente del procuratore distrettuale Joab H. Banton. Nel 1929 stava per essere nominato procuratore distrettuale ma i membri della "Tammany Hall" rifiutarono di nominarlo tale per paura di essere perseguiti da un così onesto pubblico ministero. Pecora lasciò allora lo studio del procuratore distrettuale per passare alla pratica privata.

## Washington
Ferdinand Pecora fu nominato capo del consiglio della commissione sull'attività bancaria e finanziaria nel 1933.
Pecora tenne udienze che provarono le cause della crisi del '29. Il magistrato interrogò personalmente uomini potenti e ricchi come Richard e George Whitney o Thomas W. Lamont. Si formo così quella che passò alla storia come "Pecora Commission". Pecora finì sulla copertina del Time il 12 giugno 1933.
Le investigazioni di Pecora misero alla luce una serie di pratiche irregolari inerenti ai mercati finanziari. Tali pratiche favorivano i ricchi a spese degli investitori comuni.
Alla luce dei fatti. il congresso degli Stati Uniti decise di emanare il "Glass-Steagall Act" ed il "Securities exchange Act" del 1934.

## Ultimi anni
Nel 1934, il 2 Luglio, pecora viene nominato commissario dell'appena formata commissione sulla sicurezza e sugli scambi in borsa degli stati uniti.
Nel 1939 scrisse un libro sulle sue investigazioni "Wall Street Under Oath: The Story of Our; Modern Money Changers"
Nel 1935 diviene giudice della corte suprema dello stato di New York. Ricoprì questa carica fino al 1950 quando decide di provare, senza successo, a concorre in politica, come sindaco di New York, contro Vincent R. Impellitteri.
Tornò allora alla professione di legale rappresentando anche la Warner Bros. in alcune cause.
Ferdinand Pecora muore nel 1971. Oggi si può ammirare un suo busto nella città Natale di Pecora: Nicosia in Sicilia.